# Walter Hunt (Erfinder)

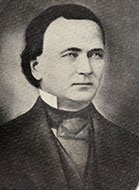
Walter Hunt

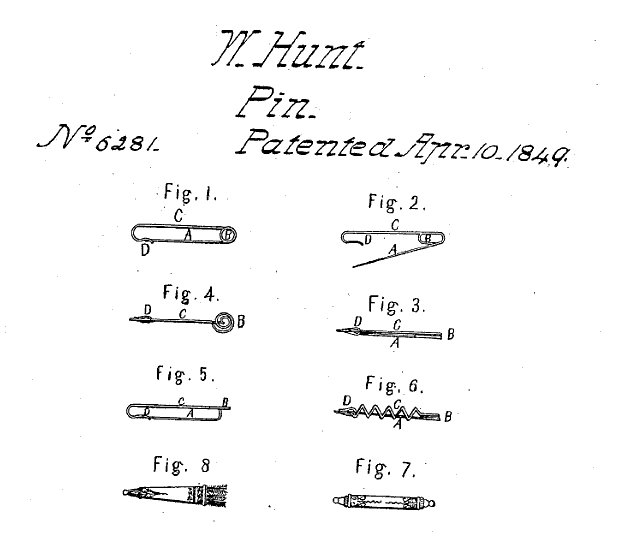
Patentzeichnung zur Sicherheitsnadel

Walter Hunt (* 29. Juli 1796 in Martinsburg, NY; † 8. Juni 1859 in New York, NY) war ein US-amerikanischer Erfinder.

## Leben
Walter Hunt lebte und arbeitete als Mechaniker in New York. Er machte sich einen Namen durch mehrere Erfindungen wie
- eine Verbesserung des Kutschenweckers („Coach-alarm“), „um die Kutscher zu wecken und aufmerksam zu machen“ (30. Juli 1828);[1]
- die Nähmaschine, die er allerdings nicht zum Laufen[2] brachte (1834);[3]
- eine Verbesserungen in der Herstellung von Nägeln und Drahtstiften sowie der zugehörigen Produktionsmaschinen (12. November 1840);[4]
- die Sicherheitsnadel in ihrer heute bekannten Form (U.S. Patent Nr. 6281), wofür er im Jahre 2006 in die National Inventors Hall of Fame aufgenommen wurde[5] (1849);
- einen Flachsspinner;
- einen „emaillierte[n] Hemdkragen“, d. h. „ein dünnes Stück Musselin zwischen zwei Papier-Blättern, welcher nach der Pressung, selbst durch ausgezeichnete Sachverständige nicht von ähnlichen ausschließlich aus Leinwand gemachten Artikeln unterschieden werden konnte“ (zuvor war er an der Herstellung eines reinen Papierkragens gescheitert);[6]
- einen Messerschleifer;
- die Straßenbahnglocke (früher die Pferdeeisenbahnglocke);
- einen Steinkohleofen;
- einen künstlichen Stein;
- eine Straßenreinigungsmaschine;
- das Dreirad;
- einen Eispflug für Schiffe;
- einen Füllfederhalter;
- die Patrone Rocket Ball;
- das „Volition repeating rifle“, einen Vorläufer des Winchester-Repetiergewehrs.

Einigen dieser Erfindungen maß Hunt nicht die spätere Bedeutung bei, als er sie erfand. Von der Sicherheitsnadel, die er ursprünglich „Kleidernadel“ („Dress-Pin“) nannte und am 10. April 1849 in den USA patentieren ließ, hielt er nur wenig und verkaufte sie für 400 US-Dollar an einen Mann, dem er einmal 15 US-Dollar schuldete. Dadurch war er an den erheblichen Gewinnen der späteren Patentinhaber nicht beteiligt.
Aus Furcht, dass die Nähmaschine zu Arbeitslosigkeit der Näherinnen führen könnte, zögerte er mit der Patentierung und scheiterte Jahre später in einer gerichtlichen Auseinandersetzung mit Elias Howe, der die Nähmaschine erneut erfunden hatte.
Walter Hunt ist auf dem Green-Wood Friedhof in Brooklyn begraben.